# Яннік Янкам
Яннік Янкам (англ. Yannick Yankam, нар. 12 грудня 1997, Ормі) — мальтійський футболіст, півзахисник клубу «Біркіркара».
Виступав, зокрема, за клуб «Кормі», а також національну збірну Мальти.

## Клубна кар'єра
Народився 12 грудня 1997 року в місті Ормі. Вихованець футбольної школи клубу «Кормі». Дорослу футбольну кар'єру розпочав 2015 року в основній команді того ж клубу, в якій провів чотири сезони, взявши участь у 88 матчах чемпіонату.  Більшість часу, проведеного у складі «Кормі», був основним гравцем команди.
До складу клубу «Біркіркара» приєднався 2019 року. Станом на 26 березня 2023 року відіграв за мальтійський клуб 71 матч в національному чемпіонаті.

## Виступи за збірну
У 2023 році дебютував в офіційних матчах у складі національної збірної Мальти.
| Дата      | Місто      | Господарі          | Результат | Гості  | Турнір            | Голи | Примітки |
| --------- | ---------- | ------------------ | --------- | ------ | ----------------- | ---- | -------- |
| 23-3-2023 | Скоп'є     | Північна Македонія | 2 – 1     | Мальта | Відбір до ЧЄ 2024 | 1    | 77'      |
| 26-3-2023 | Та-Калі    | Мальта             | 0 – 2     | Італія | Відбір до ЧЄ 2024 | -    |          |
| 9-6-2023  | Люксембург | Люксембург         | 0 – 1     | Мальта | товариський матч  | -    |          |
| 16-6-2023 | Та-Калі    | Мальта             | 0 – 4     | Англія | Відбір до ЧЄ 2024 | -    | 46'      |
| 19-6-2023 | Трнава     | Україна            | 1 – 0     | Мальта | Відбір до ЧЄ 2024 | -    |          |
| Усього    |            | Матчів             | 5         |        | Голів             | 1    |          |

## Титули і досягнення
- Володар Кубка Мальти (1):

«Біркіркара»: 2022-23